# MPL 75
 (octobre 2022).
Si vous disposez d'ouvrages ou d'articles de référence ou si vous connaissez des sites web de qualité traitant du thème abordé ici, merci de compléter l'article en donnant les références utiles à sa vérifiabilité et en les liant à la section « Notes et références ».
Pour les articles homonymes, voir MPL.
Le MPL 75 (pour Métro Pneus Lyon commandé en 1975) est un matériel roulant sur pneumatiques du métro de Lyon circulant sur la ligne A (et anciennement B jusqu'à juin 2022) du réseau TCL. Il est entretenu dans l'atelier de la Poudrette à Vaulx-en-Velin.

## Caractéristiques techniques

### Composition
Chaque rame est composée de deux motrices équipées d'une cabine de conduite, et d'une remorque entre les deux.
Les bogies sont au nombre de 6 : 
- Nombre de bogies moteurs : 4
- Nombre de bogies porteurs : 2

Rame MPL 75 en formation M+R+M.

- Capacité : Chaque élément accueille 40 places assises et 100 places debout, soit un total de 140 voyageurs par caisse. Une rame peut alors transporter entre 400 et 500 passagers.

### Conduite Semi-Automatique

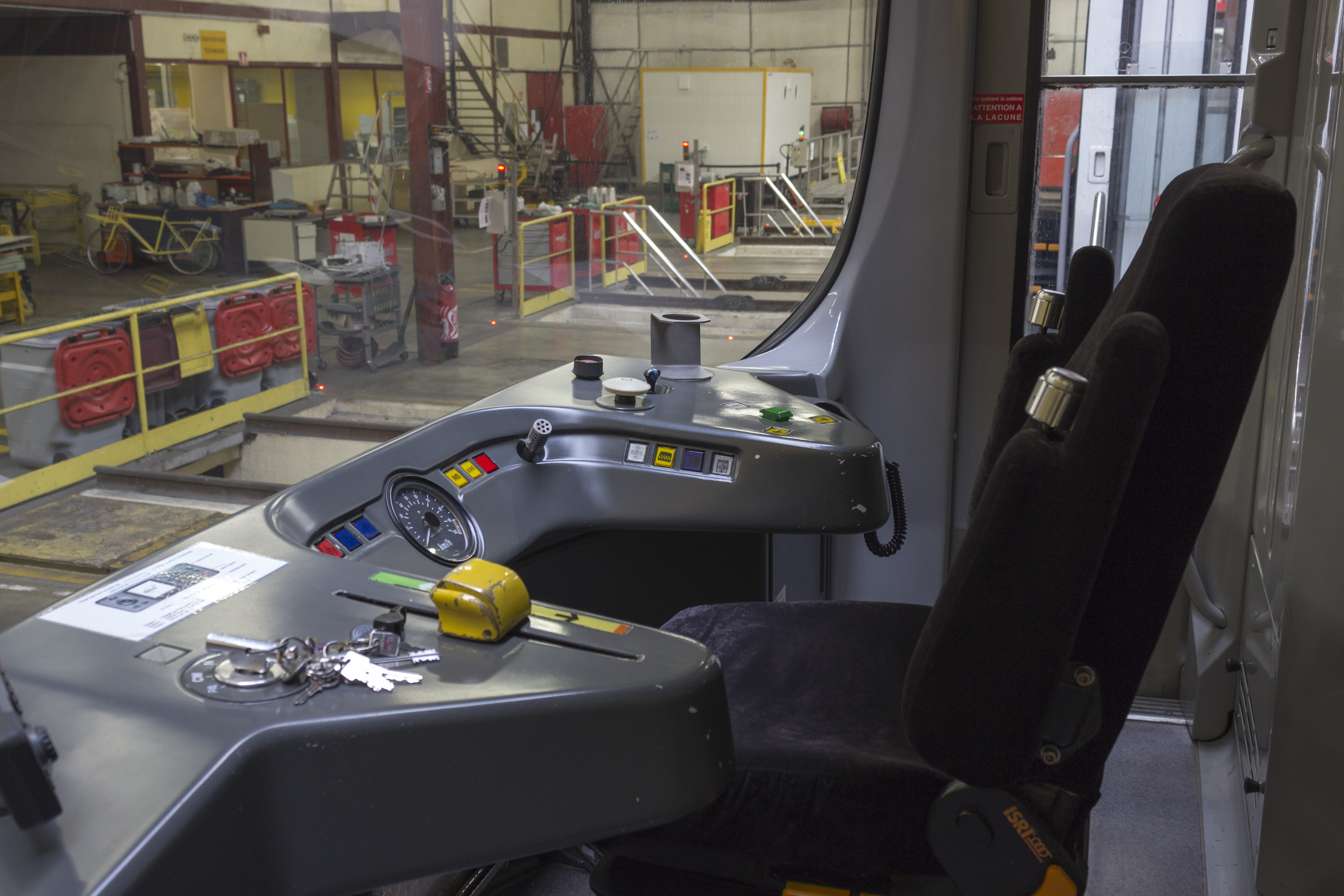
Cabine de conduite d'un MPL 75.

Les rames sont équipées de la conduite semi-automatique, le conducteur s'occupe de l'ouverture/fermeture des portes en station et du fonctionnement correct du pilotage automatique. La vitesse et la marche du train sont régulées automatiquement; l'arrivée en station ainsi que l'arrêt de la rame à quai sont automatiques, le départ de la station est néanmoins ordonné par le conducteur. En cas de défaillance de la conduite automatique, le conducteur passe en conduite manuelle.
Le conducteur a le libre choix d’utiliser le pilotage automatique (PA) ou la Conduite Manuelle Contrôlée (CMC). 
Le pilotage automatique peut ordonner un freinage d'urgence en cas de non-respect de la signalisation ou de la vitesse limite.

### Rénovations

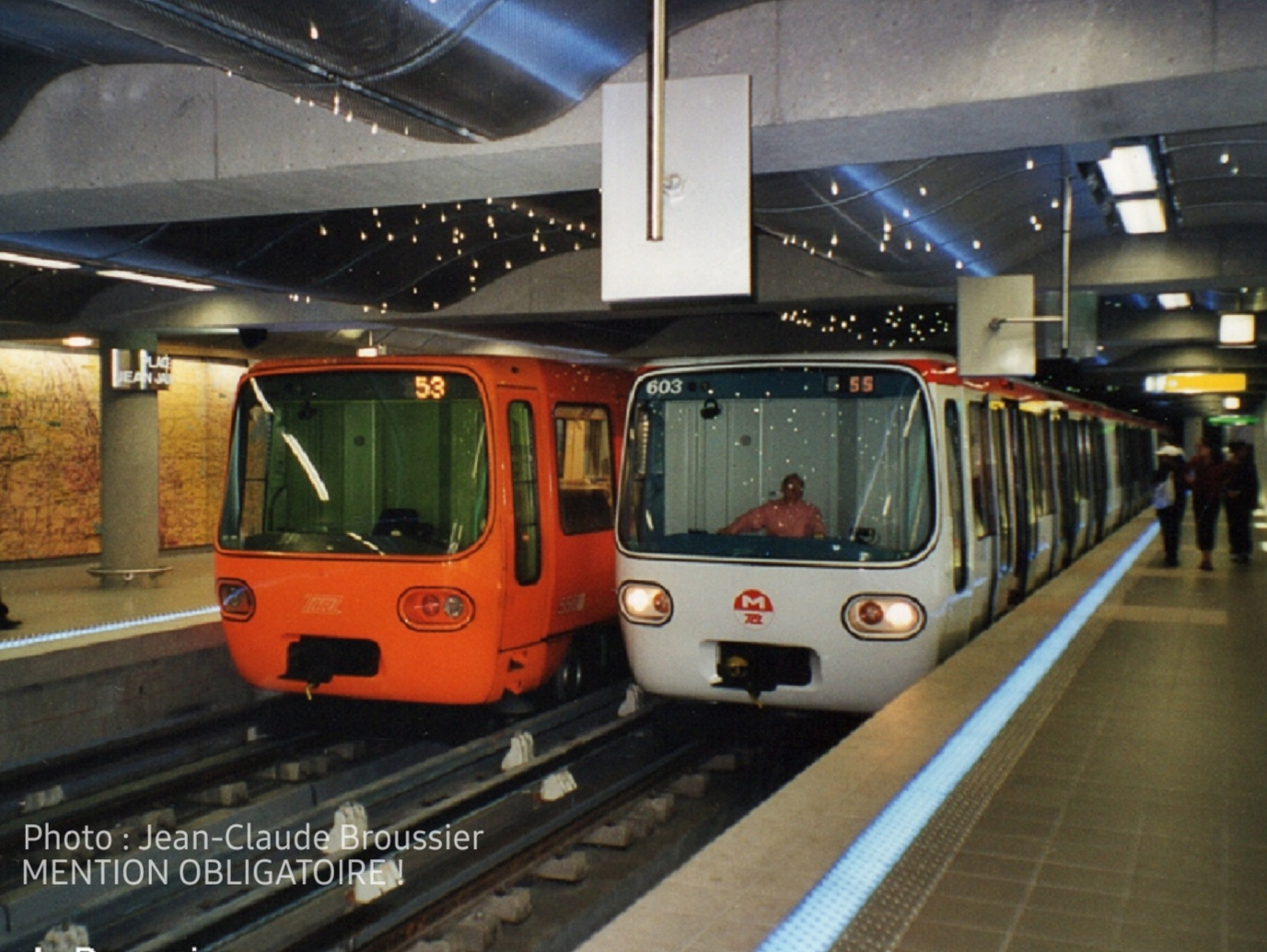
Croisement entre la rame n°628, encore non rénovée, et la rame n°603, déjà rénovée, en Septembre 2000, à la station Place Jean Jaurès, sur la ligne B du métro de Lyon.

Alors que l'identité des Transports en commun lyonnais se renouvelle à la fin des années 90, il est décidé de redonner un coup de jeune dans le métro lyonnais. Ainsi, entre 1998 et 2002, les 32 rames MPL75 seront progressivement (une par une) retirées du service commercial, pour une durée temporaire, afin d'être entièrement repeintes aux ateliers de la Poudrette . Elles perdront ainsi leur livrée orange originelle, au profit d'une livrée blanche, surplombée d'une bande rouge. Les portes sont quant à elles peintes en gris.
Une dizaine d'années plus tard, pour pallier un manque de capacité de la ligne en heures de pointe, les rames ont été réaménagées de la même façon que les voitures des MPL 85 de la ligne D, avec peu de sièges placés longitudinalement, et des barres de maintien, ce qui permet un gain de capacité de 15 % (voir galerie de photos)
L'opération a duré de mars 2011 à fin 2012, à la fréquence d'une nouvelle rame toutes les 4 à 5 semaines.
Une fois réaménagées, elles bénéficient de 40 places assises et 100 places debout (soit un total de 140 voyageurs par caisse). Cela représentera une hausse de la capacité des rames d'environ 10 à 15 %. De plus, la sécurité des passagers est améliorée par une meilleure circulation à l'intérieur de la rame et des normes anti-incendie conformes à la réglementation.

## Liste des MPL 75
| Numéro (Remorques) | Composition (Motrices) | Mise en service | Radiation | Ligne                   | Particularité                                                                                |
| ------------------ | ---------------------- | --------------- | --------- | ----------------------- | -------------------------------------------------------------------------------------------- |
| 601                | 501-502                | 1978            | /         | Métro de Lyon · Ligne A |                                                                                              |
| 602                | 503-504                | 1978            | /         | Métro de Lyon · Ligne A | partie en rénovation chez ACC le 10/09/2024                                                  |
| 603                | 505-506                | 1978            | /         | Métro de Lyon · Ligne A |                                                                                              |
| 604                | 507-508                | 1978            | /         | Métro de Lyon · Ligne A |                                                                                              |
| 605                | 509-510                | 1978            | /         | Métro de Lyon · Ligne A |                                                                                              |
| 606                | 511-512                | 1978            | /         | Métro de Lyon · Ligne A |                                                                                              |
| 607                | 513-514                | 1978            | /         | Métro de Lyon · Ligne A |                                                                                              |
| 608                | 515-516                | 1978            | 2018      | Métro de Lyon · Ligne A | Rame prototype. Réformée en 2018 à la suite de l'incendie d'une des motrices sur la ligne B. |
| 609                | 517-518                | 1978            | /         | Métro de Lyon · Ligne A |                                                                                              |
| 610                | 519-520                | 1978            | /         | Métro de Lyon · Ligne A |                                                                                              |
| 611                | 521-522                | 1978            | /         | Métro de Lyon · Ligne A |                                                                                              |
| 612                | 523-524                | 1978            | /         | Métro de Lyon · Ligne A |                                                                                              |
| 613                | 525-526                | 1978            | /         | Métro de Lyon · Ligne A | partie en rénovation chez ACC Date inconnue                                                  |
| 614                | 527-528                | 1978            | /         | Métro de Lyon · Ligne A |                                                                                              |
| 615                | 529-530                | 1978            | /         | Métro de Lyon · Ligne A |                                                                                              |
| 616                | 531-532                | 1978            | /         | Métro de Lyon · Ligne A |                                                                                              |
| 617                | 533-534                | 1978            | /         | Métro de Lyon · Ligne A |                                                                                              |
| 618                | 535-536                | 1978            | /         | Métro de Lyon · Ligne A | partie en rénovation chez ACC Date inconnue                                                  |
| 619                | 537-538                | 1978            | /         | Métro de Lyon · Ligne A |                                                                                              |
| 620                | 539-540                | 1978            | /         | Métro de Lyon · Ligne A |                                                                                              |
| 621                | 541-542                | 1978            | /         | Métro de Lyon · Ligne A |                                                                                              |
| 622                | 543-544                | 1981            | /         | Métro de Lyon · Ligne A |                                                                                              |
| 623                | 545-546                | 1981            | /         | Métro de Lyon · Ligne A |                                                                                              |
| 624                | 547-548                | 1981            | /         | Métro de Lyon · Ligne A |                                                                                              |
| 625                | 549-550                | 1981            | /         | Métro de Lyon · Ligne A |                                                                                              |
| 626                | 551-552                | 1981            | /         | Métro de Lyon · Ligne A |                                                                                              |
| 627                | 553-554                | 1981            | /         | Métro de Lyon · Ligne A |                                                                                              |
| 628                | 555-556                | 1981            | /         | Métro de Lyon · Ligne A |                                                                                              |
| 629                | 557-558                | 1981            | /         | Métro de Lyon · Ligne A | Rénov. ACC le 13/04/2022, revenue en décembre 2023.                                          |
| 630                | 559-560                | 1981            | /         | Métro de Lyon · Ligne A | Rénov. ACC le 27/07/2022, revenue.                                                           |
| 631                | 561-562                | 1981            | /         | Métro de Lyon · Ligne A | Partie en rénovation chez ACC le 26/04/2024.                                                 |
| 632                | 563-564                | 1981            | /         | Métro de Lyon · Ligne A |                                                                                              |

## Exploitation
Les transports en commun lyonnais sont actuellement équipés de 31 rames, fonctionnant en mode semi-automatique.
L'obsolescence de ce matériel et son remplacement par de nouvelles rames s'est fait au premier semestre 2022, avec l'arrivée des rames MPL16 sans conducteur sur la ligne B et le redéploiement des rames MPL 75 en renfort sur la ligne A.
Six rames sont toutefois destinées à la casse.

## Galerie de photographies

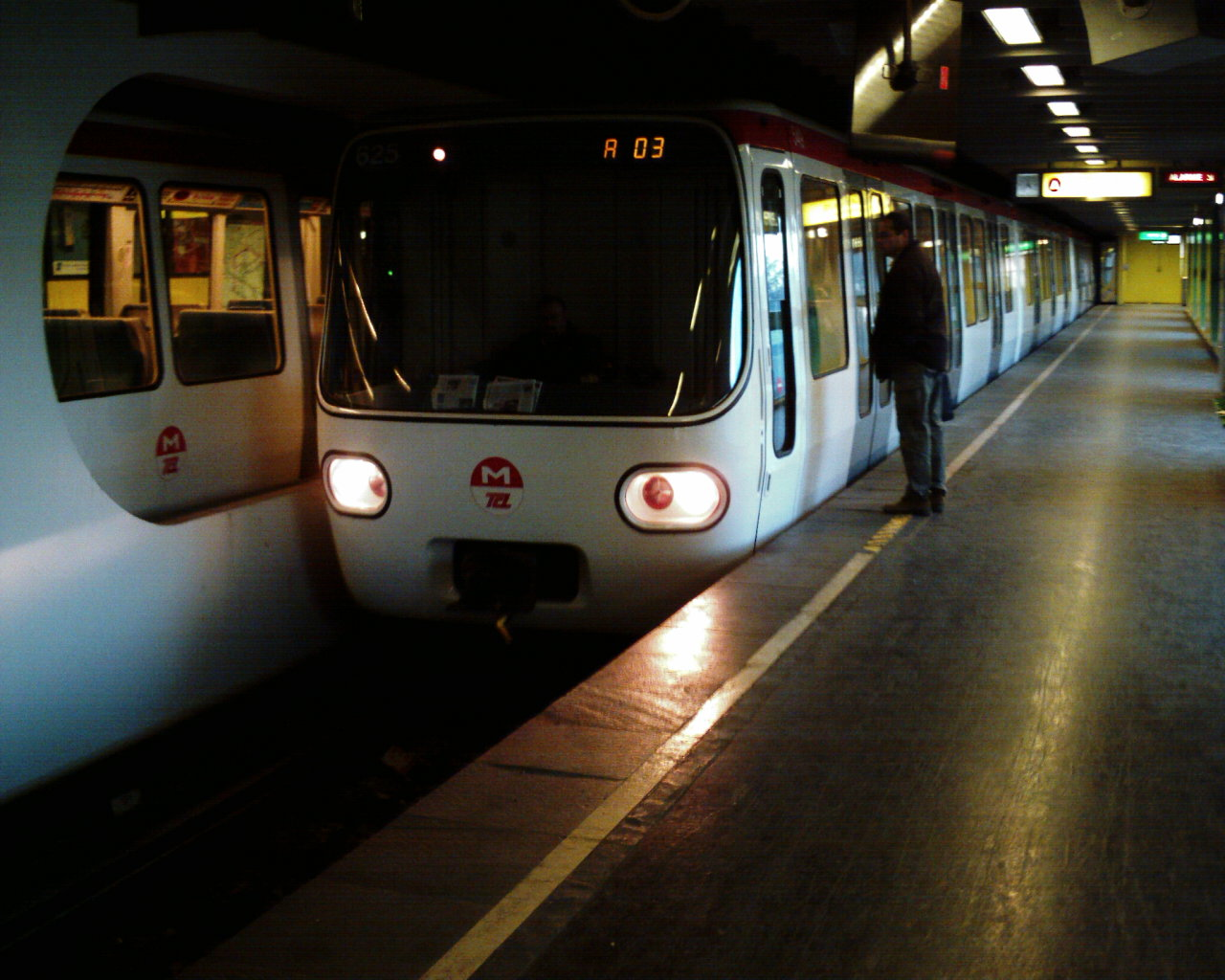
Deux rames MPL 75 à Laurent Bonnevay - Astroballe
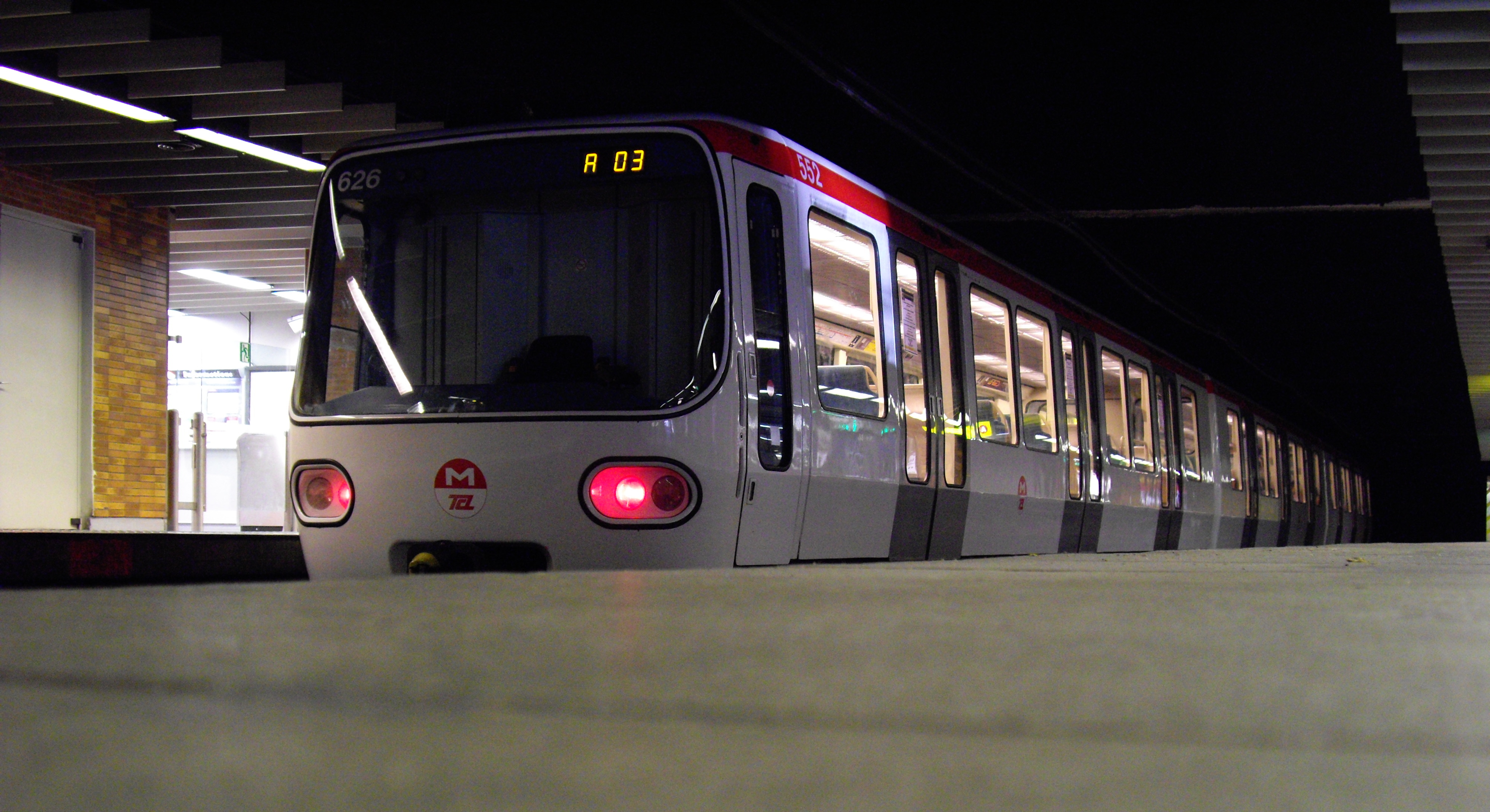
Une rame de la ligne A à Perrache.
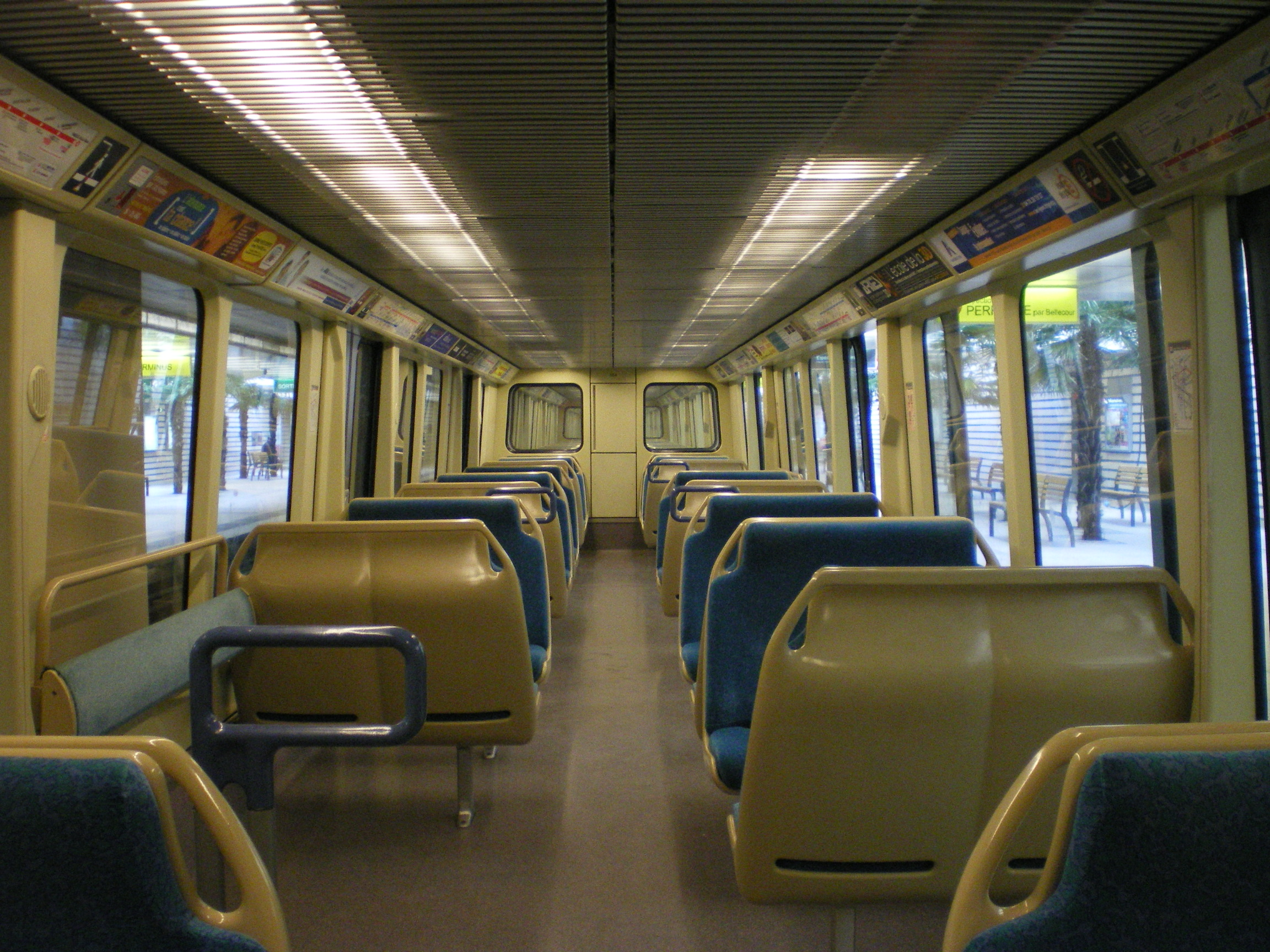
Vue intérieure d'une motrice (1re rénovation).
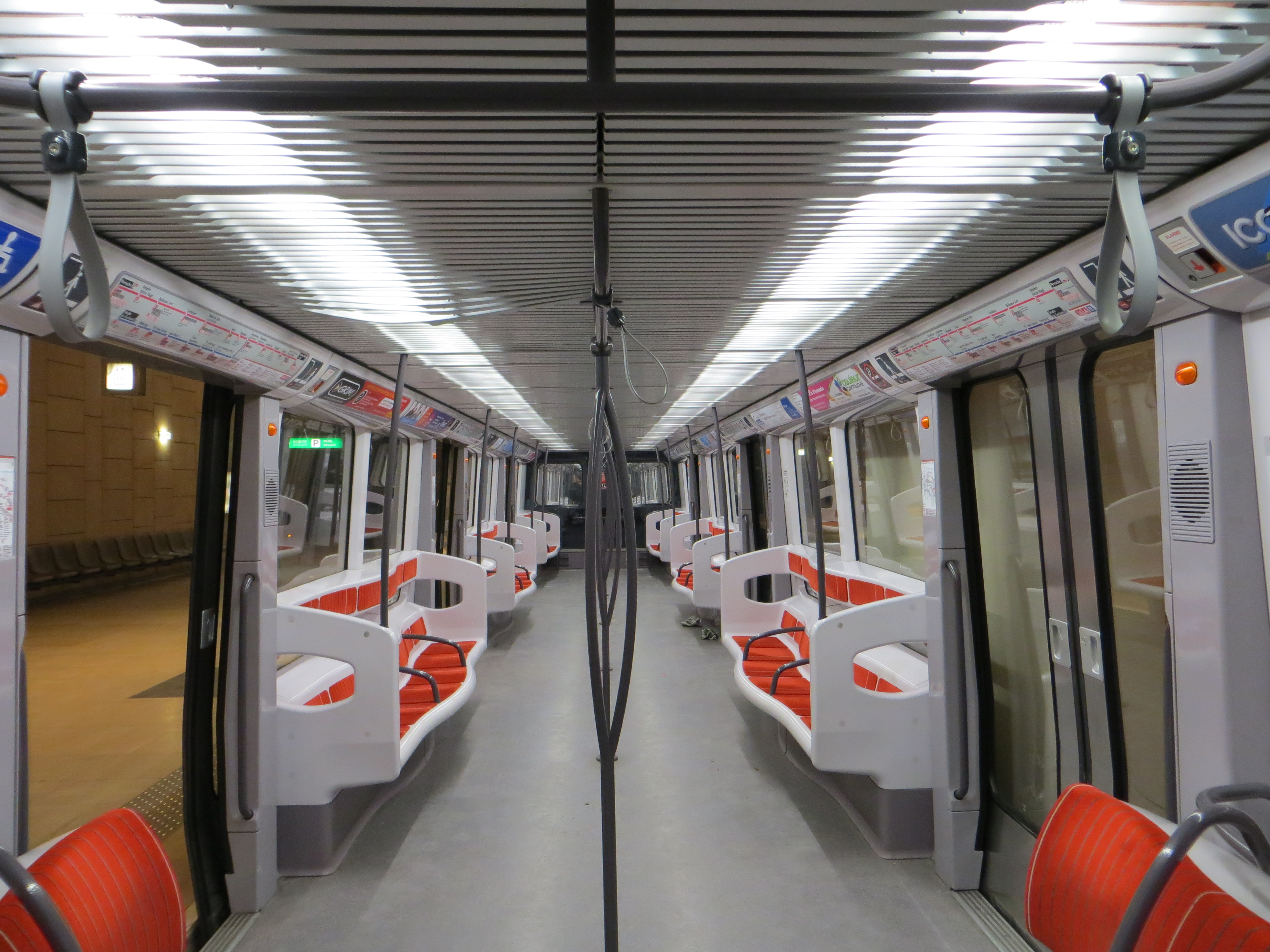
Vue intérieure d'une remorque (2de rénovation), où la disposition des sièges a été modifiée.
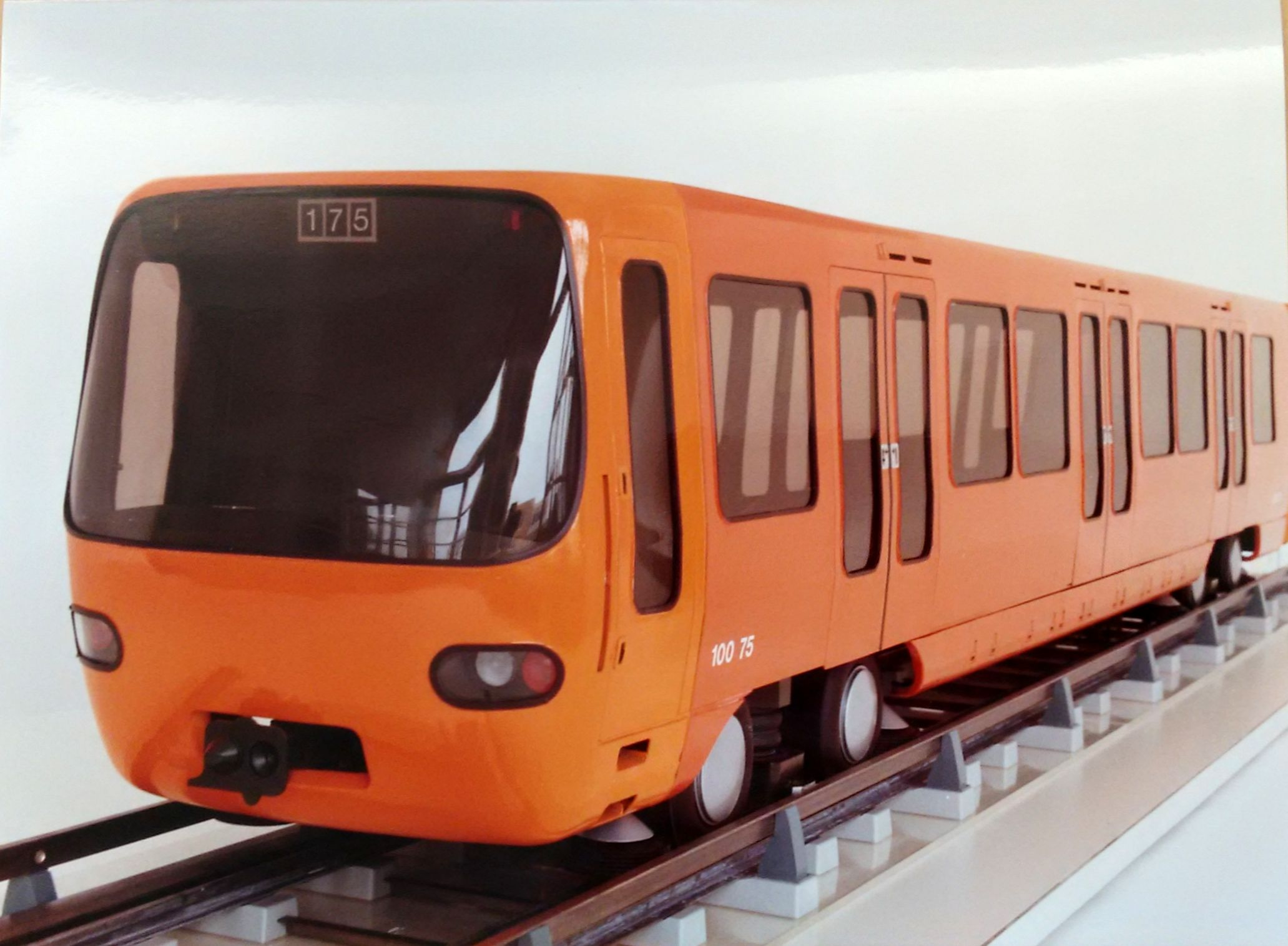
Maquette de la rame MPL 75, conservée aux Archives municipales de Lyon
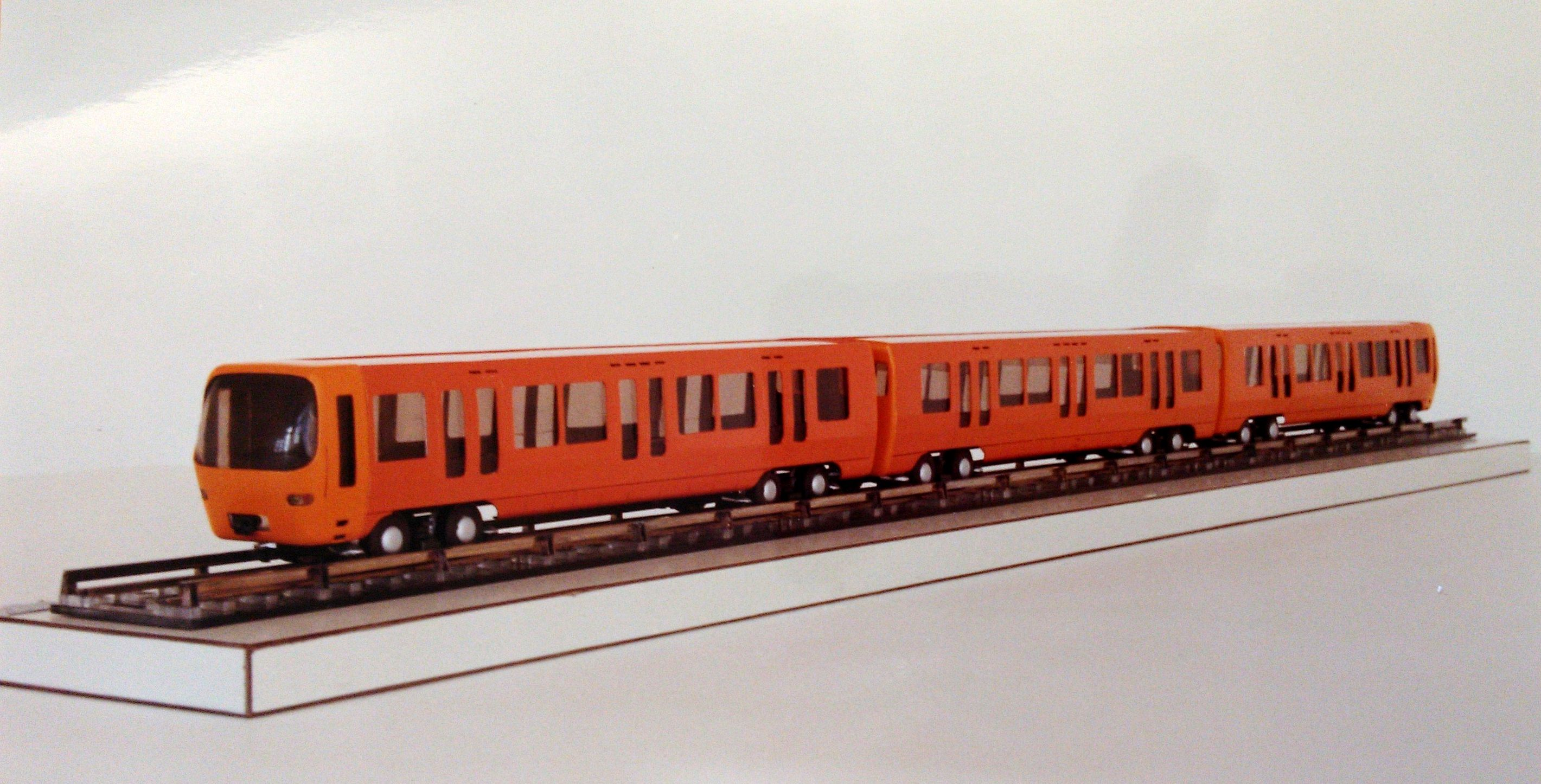
Maquette de la rame MPL 75, conservée aux Archives municipales de Lyon
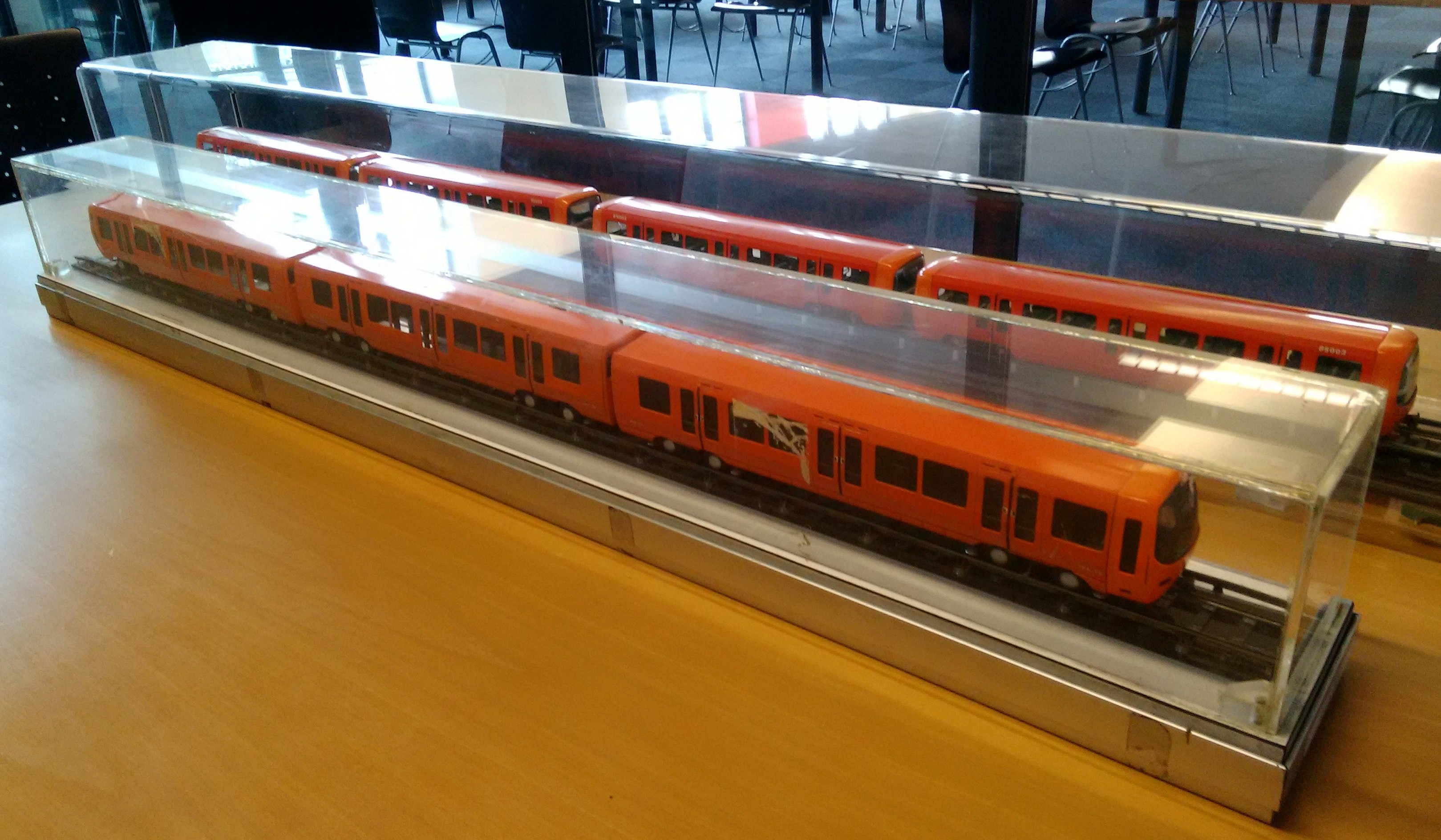
Maquettes des rames MPL 75 et MPL 85, conservées aux Archives municipales de Lyon